# Serrat de la Vinyeta
El Serrat de la Vinyeta és un serrat del municipi de Castell de Mur, al Pallars Jussà, dins del terme antic de Mur, en territori de Vilamolat de Mur.
Està situat al sud-oest de Vilamolat de Mur, entre la llau de Ferriol (ponent) i la llau de la Vinyeta (llevant). A l'extrem meridional troba l'extrem de llevant de l'Obac de Ferriol. És, de fet, un contrafort septentrional de la Serra del Meüll.